# كأس إسكتلندا 1923–24
كأس اسكتلندا 1923–24 (بالإنجليزية: 1923–24 Scottish Cup)‏ هو موسم من كأس اسكتلندا. فاز فيه نادي أردريونيانز.